# Gyostega floccosa
Gyostega floccosa är en fjärilsart som beskrevs av W. Warren 1904. Gyostega floccosa ingår i släktet Gyostega och familjen mätare. Inga underarter finns listade i Catalogue of Life.